# Збраслав
Збраслав, Прага-Збраслав (чеськ. Zbraslav, нім. Königsaal, лат. Aula Regia) — в минулому місто Чехії, сьогодні частина Праги.

## Географія
Збраслав розташован близько 10 километрів на південь від центру Праги, у місці злиття річок Бероунка і Влтави. Нинішній празький район Збраслав включає місто Збраслав і район Лаховіце. Численность населения составляет 8071 человек (на 2006 год).

## Історія
Збраслав вперше письмово згадується в 1115 році як володіння монастиря  Кладруби . Після того, як ця місцевість переходить до чеського короля, в 1268 році король Оттокар II будує в Збраславі мисливський замок. Його спадкоємець, Вацлав III, засновує тут цистерціанський монастир  Aula Regia . У 1297 році за монастирем зводиться базиліка, що стала місцем поховання правителів династії Пржемисловичей (тут були поховані королі Вацлав II, Вацлав III і Вацлав IV, імператор Священної Римської імперії. Збраславський монастир  Aula Regia  був одним з найбільших центрів освіченості і діяльності гуманістів в середньовічній Чехії. Тут була написана одна з найвідоміших середньовічних чеських хронік Chronicon Aulae regiae (розпочата абатом Отто Тюринзьким (абат 1312—1314) і продовжена абатом Петером фон Ціттау) і знаходився найвідоміший в Чехії образ Збраславської Богоматері.

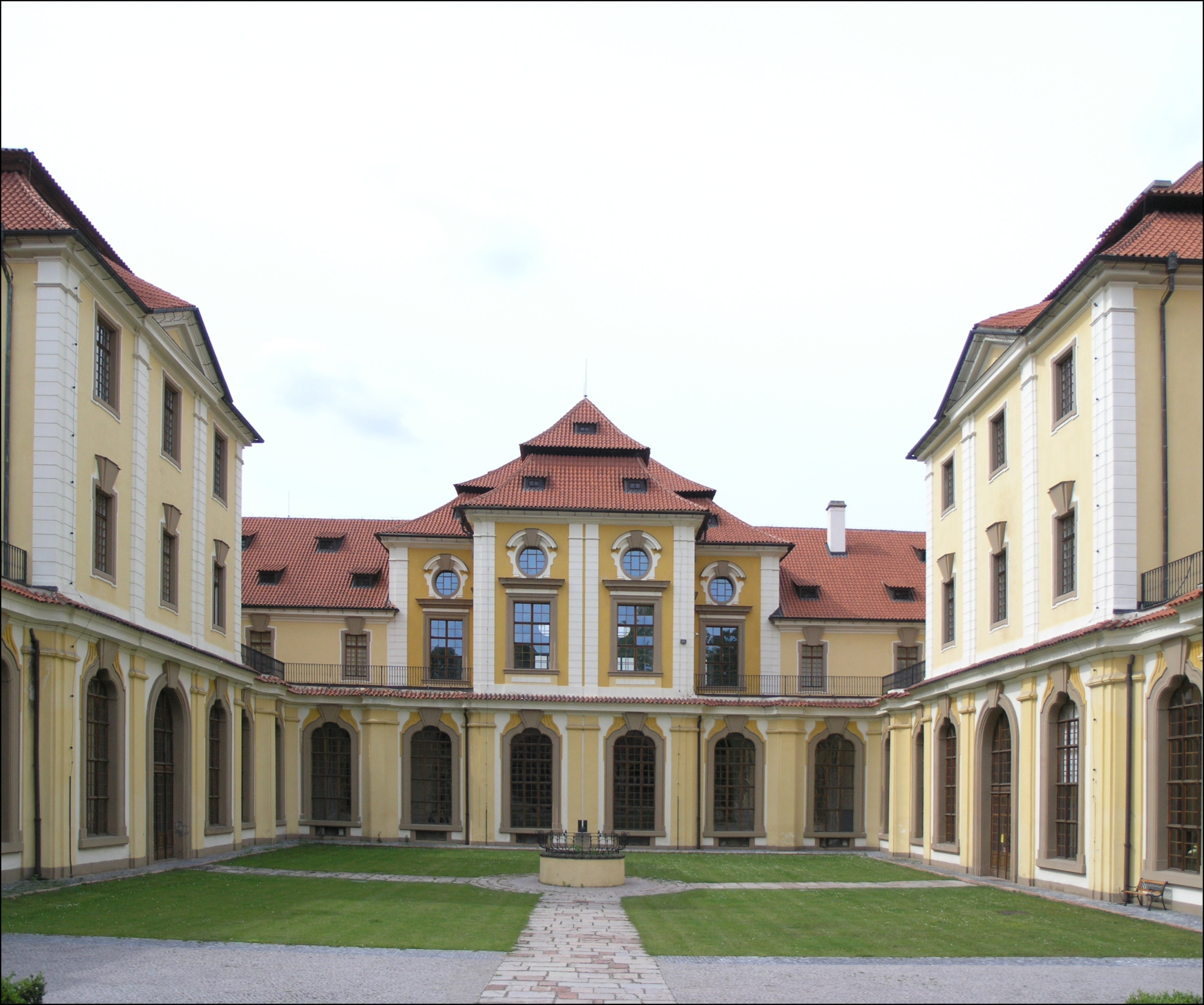
Шато в Збраславському монастирі

Монастир двічі розорявся — в 1420 році гуситами і в 1639 році — шведськими військами. У 1785 році він був закритий імператором Йосифом II. У 1787 році в його приміщеннях розташувався імператорський цукровий завод. У 1825 місто Збраслав переходить у володіння князів Оттінген-Валлерштейн. У XIX столітті, при наступному власнику, монастирські приміщення були перебудовані в шато. В даний час в Збраславському монастирі експонується частина колекції празької картинної Національної галереї.
У 1974 році місто Збраслав був включений до складу великої Праги.